# 2018年レッドブル・エアレース・ワールドシリーズ
2018年レッドブル・エアレース・ワールドシリーズでは、2018年に開催された通算13シーズン目のレッドブル・エアレース・ワールドシリーズについて述べる。

## 概要
2017年11月8日、2018年シーズンの暫定的な開催地と開催日が発表された。開幕戦は11年連続となるアブダビ、ヨーロッパからレース初開催となるフランス・カンヌ、前年に引き続きハンガリー・ブダペスト、ロシア・カザンの他1都市、アメリカ合衆国・インディアナポリス、アジアから2都市となり、最終戦はこれまで開催されたことのないアジアの都市になる予定であるという。2018年3月6日、日本・千葉での4年連続の開催が決定したことが発表された。5月17日、ヨーロッパで行われる未定の1都市がオーストリアのウィーナー・ノイシュタットに決定したことが発表された。オーストリアでのレースは6回目、ツェルトベク、シュピールベルクに続き3都市目となる。7月24日、アジア開催と発表されていた最終戦がテキサス州フォートワースで開催されることがアナウンスされた。
2016年シーズンにデビューしたイギリスのベン・マーフィーが今シーズンからマスタークラスへ昇格することが決定した。チャレンジャークラスには新たにイタリアからダリオ・コスタが、南アフリカ共和国からパトリック・デヴィッドソンが加わり、9か国から全10名が参戦する。
チャレンジャークラスのパイロットはこれまでエクストラ 330LXを使用してきたが、今シーズンからマスタークラスでも使用されているジブコ エッジ540 V2へ変更されることとなり、新しい機体に慣れるためのトレーニングキャンプも開催された。新しい機体はマスタークラスで使用されるのと同様に同一のエンジンとプロペラが積載されているが、微調整が加えられ、若干パワーダウンした仕様となっている。しかしながら、これまでのエクストラ機に比べるとパワーも軽快さも増すことから、ペナルティを受けやすくなる可能性があり、ルーク・チェピエラもオーバーGになりやすくなる点を懸念している。大きなルール変更として、Gフォースに課せられるペナルティの変更がある。これまで、10G以上のGフォースを0.6秒以上記録したパイロットはその時点でDNF（途中棄権）であったが、今シーズンからはDNFでなく+2秒のペナルティとなり、12Gを超えた場合はDNFとなる。チャレンジャークラスでは、10G以上を記録すれば+2秒のペナルティ、11G以上を記録した場合はDNFとなる。
参加する機体に取り付けられるGPSテレメトリは、2017年シーズンまでガーミン社製だったが、2018年よりベクターナブ社製のVN-300に変更した。
11月18日に最終戦がテキサス州フォートワース行われ、チャレンジャーカップはポーランドのルーク・チェピエラが初優勝、マスタークラスはチェコのマルティン・ソンカが4勝目を挙げて年間チャンピオンとなった。

## 参加パイロット

### マスタークラス
| No. | パイロット             | 使用機               | ラウンド |
| --- | ---------------------- | -------------------- | -------- |
| 5   | クリスチャン・ボルトン | ジブコ エッジ540 V2  | 1 - 8    |
| 8   | マルティン・ソンカ     | ジブコ エッジ540 V3  | 1 - 8    |
| 10  | カービー・チャンブリス | ジブコ エッジ540 V3  | 1 - 8    |
| 11  | ミカエル・ブラジョー   | MXエアクラフト MXS-R | 1 - 8    |
| 12  | フランソワ・ルボット   | ジブコ エッジ540 V3  | 1 - 8    |
| 18  | ペトル・コプシュタイン | ジブコ エッジ540 V3  | 1 - 8    |
| 21  | マティアス・ドルダラー | ジブコ エッジ540 V3  | 1 - 8    |
| 24  | ベン・マーフィー       | ジブコ エッジ540 V2  | 1 - 8    |
| 26  | フアン・ベラルデ       | ジブコ エッジ540 V2  | 1 - 8    |
| 27  | ニコラス・イワノフ     | ジブコ エッジ540 V2  | 1 - 8    |
| 31  | 室屋義秀               | ジブコ エッジ540 V3  | 1 - 8    |
| 84  | ピート・マクロード     | ジブコ エッジ540 V3  | 1 - 8    |
| 95  | マット・ホール         | ジブコ エッジ540 V3  | 1 - 8    |
| 99  | マイケル・グーリアン   | ジブコ エッジ540 V2  | 1 - 8    |

### チャレンジャークラス
チャレンジャークラスのパイロットは全員、ジブコ エッジ540 V2を使用する。
| No. | パイロット                 | ラウンド      | 最終戦 出場可否 |
| --- | -------------------------- | ------------- | --------------- |
| 6   | ルーク・チェピエラ         | 1, 4 - 6      | ○               |
| 7   | ケニー・チャン             | 4 - 7         | ○               |
| 15  | バティスト・ヴィーニュ     | 2, 4, 6, 7    | ○               |
| 17  | ダニエル・リファ           | 1, 2, 6       | ○               |
| 32  | ダリオ・コスタ             | 1, 2, 5 - 7   | ×               |
| 33  | メラニー・アストル         | 2, 4 - 6      | ×               |
| 48  | ケヴィン・コールマン       | 1, 5 - 7      | ○               |
| 62  | フロリアン・バーガー       | 1, 4, 7       | ○               |
| 77  | パトリック・デヴィッドソン | 1, 2, 5 - 7   | ×               |
| 78  | ダニエル・ジェネヴェイ     | 1, 2, 4, 6, 7 | ×               |

## レース日程と結果
| ラウンド | 国               | 地域                                                                | 開催日         | マスタークラス         | マスタークラス       | チャレンジャークラス                | チャレンジャークラス                             | レポート |
| ラウンド | 国               | 地域                                                                | 開催日         | 予選第1位              | 優勝者               | 予選第1位                           | 優勝者                                           | レポート |
| -------- | ---------------- | ------------------------------------------------------------------- | -------------- | ---------------------- | -------------------- | ----------------------------------- | ------------------------------------------------ | -------- |
| 1        | アラブ首長国連邦 | アブダビ                                                            | 02月02日・03日 | マティアス・ドルダラー | マイケル・グーリアン | ダニエル・リファ                    | フロリアン・バーガー                             | 詳細     |
| 2        | フランス         | カンヌ                                                              | 04月21日・22日 | マイケル・グーリアン   | マット・ホール       | ダニエル・リファ                    | ダニエル・リファ                                 | 詳細     |
| 3        | 日本             | 千葉県千葉市（幕張海浜公園）                                        | 05月26日・27日 | マイケル・グーリアン   | マット・ホール       | 第6戦でダブルヘッダーとして代替開催 | 第6戦でダブルヘッダーとして代替開催              | 詳細     |
| 4        | ハンガリー       | ブダペスト（ドナウ川）                                              | 06月23日・24日 | マルティン・ソンカ     | マルティン・ソンカ   | フロリアン・バーガー                | ルーク・チェピエラ                               | 詳細     |
| 5        | ロシア           | タタールスタン・カザン                                              | 08月25日・26日 | マティアス・ドルダラー | マルティン・ソンカ   | パトリック・デヴィッドソン          | ケヴィン・コールマン                             | 詳細     |
| 6        | オーストリア     | ウィーナー・ノイシュタット                                          | 09月15日・16日 | 室屋義秀               | マルティン・ソンカ   | ダブルヘッダー開催のため 予選なし   | レース1： ケニー・チャンレース2： ケニー・チャン | 詳細     |
| 7        | アメリカ合衆国   | インディアナポリス （インディアナポリス・モーター・スピードウェイ） | 10月06日・07日 | マルティン・ソンカ     | マイケル・グーリアン | パトリック・デヴィッドソン          | フロリアン・バーガー                             | 詳細     |
| 8        | アメリカ合衆国   | テキサス州フォートワース （テキサス・モーター・スピードウェイ）     | 11月17日・18日 | マティアス・ドルダラー | マルティン・ソンカ   | フロリアン・バーガー                | ルーク・チェピエラ                               | 詳細     |

## 得点及び順位

### マスタークラス
マスタークラスのスコア・システム
| 順位 | 1位 | 2位 | 3位 | 4位 | 5位 | 6位 | 7位 | 8位 | 9位 | 10位 | 11–14位 |
| 得点 | 15  | 12  | 9   | 7   | 6   | 5   | 4   | 3   | 2   | 1    | 0       |
| 順位 | パイロット             | 第1戦 | 第2戦 | 第3戦 | 第4戦 | 第5戦 | 第6戦 | 第7戦 | 第8戦 | ポイント |
| ---- | ---------------------- | ----- | ----- | ----- | ----- | ----- | ----- | ----- | ----- | -------- |
| 1    | マルティン・ソンカ     | DSQ   | DSQ   | 3     | 1     | 1     | 1     | 10    | 1     | 80       |
| 2    | マット・ホール         | 5     | 1     | 1     | 3     | 7     | 3     | 6     | 2     | 75       |
| 3    | マイケル・グーリアン   | 1     | 3     | 2     | 4     | 2     | 12    | 1     | 8     | 73       |
| 4    | ミカエル・ブラジョー   | 8     | 5     | 5     | 2     | 12    | 4     | 9     | 6     | 41       |
| 5    | 室屋義秀               | 2     | 4     | 14    | 11    | 8     | 2     | 12    | 5     | 40       |
| 6    | カービー・チャンブリス | 3     | 12    | 13    | 10    | 3     | 8     | 8     | 3     | 34       |
| 7    | ベン・マーフィー       | 6     | 10    | 11    | 8     | 5     | 13    | 4     | 4     | 29       |
| 8    | ピート・マクロード     | 14    | 7     | 4     | 12    | 11    | 7     | 2     | 11    | 27       |
| 9    | フアン・ベラルデ       | 11    | 6     | 7     | 13    | 4     | 11    | 7     | 7     | 24       |
| 10   | ニコラス・イワノフ     | 10    | 14    | 12    | 7     | 10    | 6     | 3     | 9     | 22       |
| 11   | フランソワ・ルボット   | 7     | 11    | 6     | 5     | 6     | 10    | 14    | 10    | 22       |
| 12   | マティアス・ドルダラー | 13    | 2     | 8     | DNS   | 13    | 9     | 11    | 13    | 17       |
| 13   | ペトル・コプシュタイン | 9     | 9     | 9     | 9     | 9     | 5     | 13    | 12    | 16       |
| 14   | クリスチャン・ボルトン | 12    | 13    | 10    | 6     | 14    | 14    | 5     | 14    | 12       |

| 色     | 結果                  |
| ------ | --------------------- |
| 金色   | 優勝                  |
| 銀色   | 2位                   |
| 銅色   | 3位                   |
| 緑     | ポイント圏内完走      |
| 青灰色 | ポイント圏外完走      |
| 青灰色 | 周回数不足 (NC)       |
| 紫     | リタイヤ (Ret)        |
| 赤     | 予選不通過 (DNQ)      |
| 赤     | 予備予選不通過 (DNPQ) |
| 黒     | 失格 (DSQ)            |
| 白     | スタートせず (DNS)    |
| 白     | エントリーせず (WD)   |
| 白     | レースキャンセル (C)  |
| 空欄   | 欠場                  |
| 空欄   | 出場停止処分 (EX)     |

### チャレンジャークラス
チャレンジャークラスの選手はシーズン中に少なくとも3大会に出場しなければならず、最も良かった4大会のスコアをチャレンジャー・カップのランキングに計上でき、ランキング上位6名のパイロットが最終レースへの参加権を得る。
チャレンジャークラスのスコア・システム
| 順位     | 1位 | 2位 | 3位 | 4位 | 5位 | 6-10位 |
| ポイント | 10  | 8   | 6   | 4   | 2   | 0      |
| 順位                      | パイロット                 | 第1戦 | 第2戦 | 第3戦 | 第4戦 | 第5戦 | 第6戦 レース1 | 第6戦 レース2 | 第7戦 | ポイント |
| ------------------------- | -------------------------- | ----- | ----- | ----- | ----- | ----- | ------------- | ------------- | ----- | -------- |
| 1                         | フロリアン・バーガー       | 1     |       |       | 2     |       |               |               | 1     | 28       |
| 2                         | ケニー・チャン             |       |       |       | 6     | 3     | 1             | 1             | 7     | 26       |
| 3                         | ルーク・チェピエラ         | 2     |       |       | 1     | 6     |               | 2             |       | 26       |
| 4                         | ケヴィン・コールマン       | 3     |       |       |       | 1     | 6             |               | 2     | 24       |
| 5                         | バティスト・ヴィーニュ     |       | 2     |       | 5     |       | 3             | 3             | 4     | 20       |
| 6                         | ダニエル・リファ           | 5     | 1     |       |       |       | 2             | 6             |       | 20       |
| 以上の6名が最終戦に参加。 |                            |       |       |       |       |       |               |               |       |          |
| 7                         | パトリック・デヴィッドソン | 6     | 5     |       |       | 2     | 4             |               | 3     | 18       |
| 8                         | メラニー・アストル         |       | 4     |       | 4     | 4     |               | 4             |       | 12       |
| 9                         | ダリオ・コスタ             | 4     | 3     |       |       | 5     |               | 5             | 5     | 12       |
| 10                        | ダニエル・ジェネヴェイ     | 7     | 6     |       | 3     |       | 5             |               | 6     | 8        |

| 色     | 結果                  |
| ------ | --------------------- |
| 金色   | 優勝                  |
| 銀色   | 2位                   |
| 銅色   | 3位                   |
| 緑     | ポイント圏内完走      |
| 青灰色 | ポイント圏外完走      |
| 青灰色 | 周回数不足 (NC)       |
| 紫     | リタイヤ (Ret)        |
| 赤     | 予選不通過 (DNQ)      |
| 赤     | 予備予選不通過 (DNPQ) |
| 黒     | 失格 (DSQ)            |
| 白     | スタートせず (DNS)    |
| 白     | エントリーせず (WD)   |
| 白     | レースキャンセル (C)  |
| 空欄   | 欠場                  |
| 空欄   | 出場停止処分 (EX)     |

### 最終戦
| 順 位 | No. | パイロット             | タイム | ペナルティ |
| ----- | --- | ---------------------- | ------ | ---------- |
| 1     | 6   | ルーク・チェピエラ     | 57.736 |            |
| 2     | 62  | フロリアン・バーガー   | 57.788 |            |
| 3     | 48  | ケヴィン・コールマン   | 58.344 | +2秒       |
| 4     | 15  | バティスト・ヴィーニュ | 58.965 |            |
| 5     | 17  | ダニエル・リファ       | 58.970 |            |
| 6     | 7   | ケニー・チャン         | DNS    |            |